# Mossakaklumptjärnarna (Hotagens socken, Jämtland, 710147-145012)
Mossakaklumptjärnarna är en sjö i Krokoms kommun i Jämtland och ingår i Indalsälvens huvudavrinningsområde. Mossakaklumptjärnarna ligger i Gråberget-Hotagsfjällen Natura 2000-område.